# حلزون (هندسة)

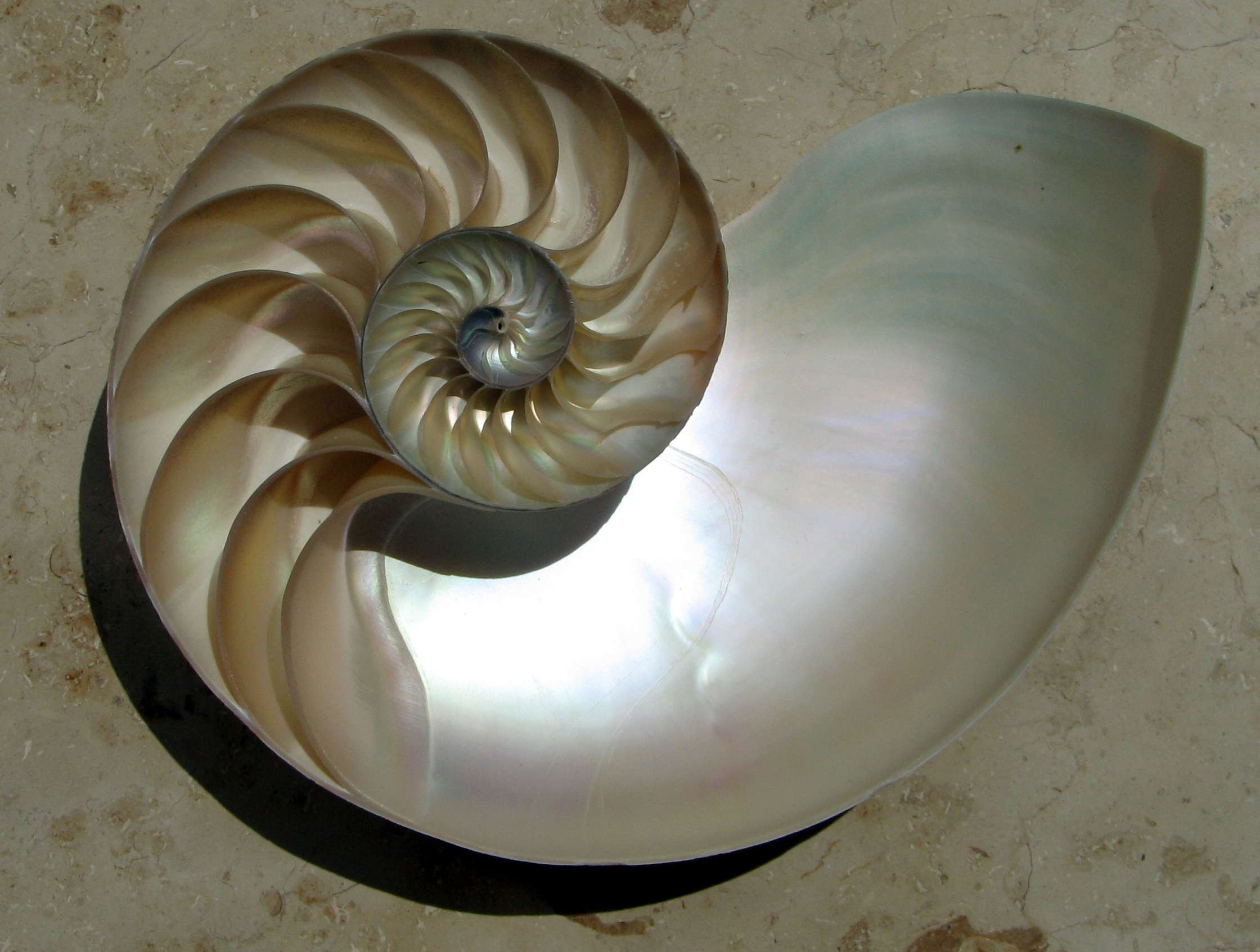
قوقعة على شكل حلزون

الحلزون في الرياضيات هو منحنى ينطلق من نقطة مركزية، وكلما دار حول النقطة يبتعد عنها تدريجياً.

## الحلزون واللولب

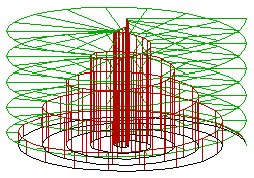
حلزون أرخميدس (بالأسود)، واللولب (بالأخضر)، والحلزون المخروطي (بالأحمر)

هناك تعريفان رئيسيان لل«حلزون» في القاموس الأمريكي هي:
أ. هو منحنى واقع في مستوى ويدور حول نقطة مركزية ثابتة على مسافة متزايدة باستمرار.
ب.هو منحنى ثلاثي الأبعاد يدور حول محور ثابت بمسافة ثابتة أو متزايدة باستمرار، بينما يتحرك موازيا للمحور. وهو ما يعرف باللولب.

## الحلزون ثنائي الأبعاد
الحلزون ثنائي الأبعاد يمكن وصفه بسهولة باستخدام الإحداثيات القطبية، حيث يكون نصف القطر r هو متزايد أو متناقص باستمرار مع تغير الزاوية θ. وبهذا يمكن اعتبار الدائرة حالة خاصة من الحلزون عندما يكون نصف القطر ثابت).
أشهر الحلزونيات ثنائية الأبعاد تشمل:
- حلزون أرخميدس: {\displaystyle r=a+b\cdot \theta }
- حلزون أويلر أو كلوثويد (Clothoid)
- شكل فيرما الحلزوني: {\displaystyle r=\theta ^{1/2}}
- حلزون زائدي: {\displaystyle r=a/\theta }
- منحنى بوقي (Lituus): {\displaystyle r=\theta ^{-1/2}}
- حلزون لوغاريتمي: {\displaystyle r=a\cdot e^{b\theta }}; يوجد مثله في الطبيعة.
- حلزون فيبوناتشي أو الحلزون الذهبي: حالة خاصة من الحلزون اللوغارتمي.
- حلزون ثيودوروس: تقريب لحلزون أرخميدس.
- ناشر دائرة: يستخدم في أسنان التروس.

حلزون أرخميدس
حلزون أويلر
حلزون فيرما
حلزون زائدي
منحنى بوقي
حلزون لوغاريتمي
حلزون ثيودوروس
ناشر دائرة (بالأسود) لا يتطابق مع حلزون أرخميدس (بالأحمر).